# 元誓願寺通
元誓願寺通（もとせいがんじどおり）は、京都市の東西の通りの一つ。全ての区間が上京区内に収まり、東は新町通から、西は七本松通まで至る。全長約1.5キロ。
ここでは西の延長である今小路通（いまこうじどおり）についても併せて取り上げる。

## 概要
豊臣秀吉による京都改造事業によって天正年間に開通した通りである。中世には堀川通の東にある誓願寺から北野天満宮付近まで今小路と呼ばれる道が通っており、この道に相当する。秀吉は京都改造事業の一環で東の御土居沿いの寺町通を再興し、寺院をこの沿道へと集中的に移させたが、このとき誓願寺も現在の新京極通六角へ移転することとなった。それ以来、かつて誓願寺が存在していたことに因んで元誓願寺通と称されている。
小川通－堀川通間は東行きの、それ以外の区間は西行きの一方通行である。織物で知られる西陣の中心部を通るため、沿道には機業店が多く軒を連ね、仕舞屋風の京町家が多いのも特徴的である。

## 今小路通
今小路通（いまこうじどおり）は、京都市の東西の通りの一つ。東は七本松通から、西はおよそ紙屋川付近まで至る。
元誓願寺通の七本松通以西における延長に当たり、中世以来の今小路の名を現在も残している。かつては紙屋川が京都市と葛野郡との境界であり、通りの及ぶ範囲も上京区紙屋川町までであったが、現在は市域が西へ拡大しているため、西端は曖昧である。
北隣の今出川通と交差し、北野天満宮の門前を横切る。御前通－天神通間のごく短い区間のみ、東行きの一方通行となっている。北野天満宮門前は参拝客や観光客で賑わうが、大半の区間は住宅や商店が並ぶ生活道路である。

## 沿道の主な施設

### 元誓願寺通
- 同志社大学継志館　新町通
- 西陣織会館　堀川通上ル
- 晴明神社　堀川通下ル
- 興徳寺　黒門通東入ル

### 今小路通
- 京都市上京児童館　今出川通
- 北野天満宮
- 上京消防署北野消防出張所　御前通西入ル
- 東向観音寺　御前通西入上ル

## 交差する道路
- 新町通
- 小川通
- 油小路通
- 堀川通（京都府道38号京都広河原美山線）
- 葭屋町通
- 猪熊通
- 黒門通
- 大宮通
- 智恵光院通
- 浄福寺通
- 千本通
- 六軒町通
- 七本松通